# George Adam

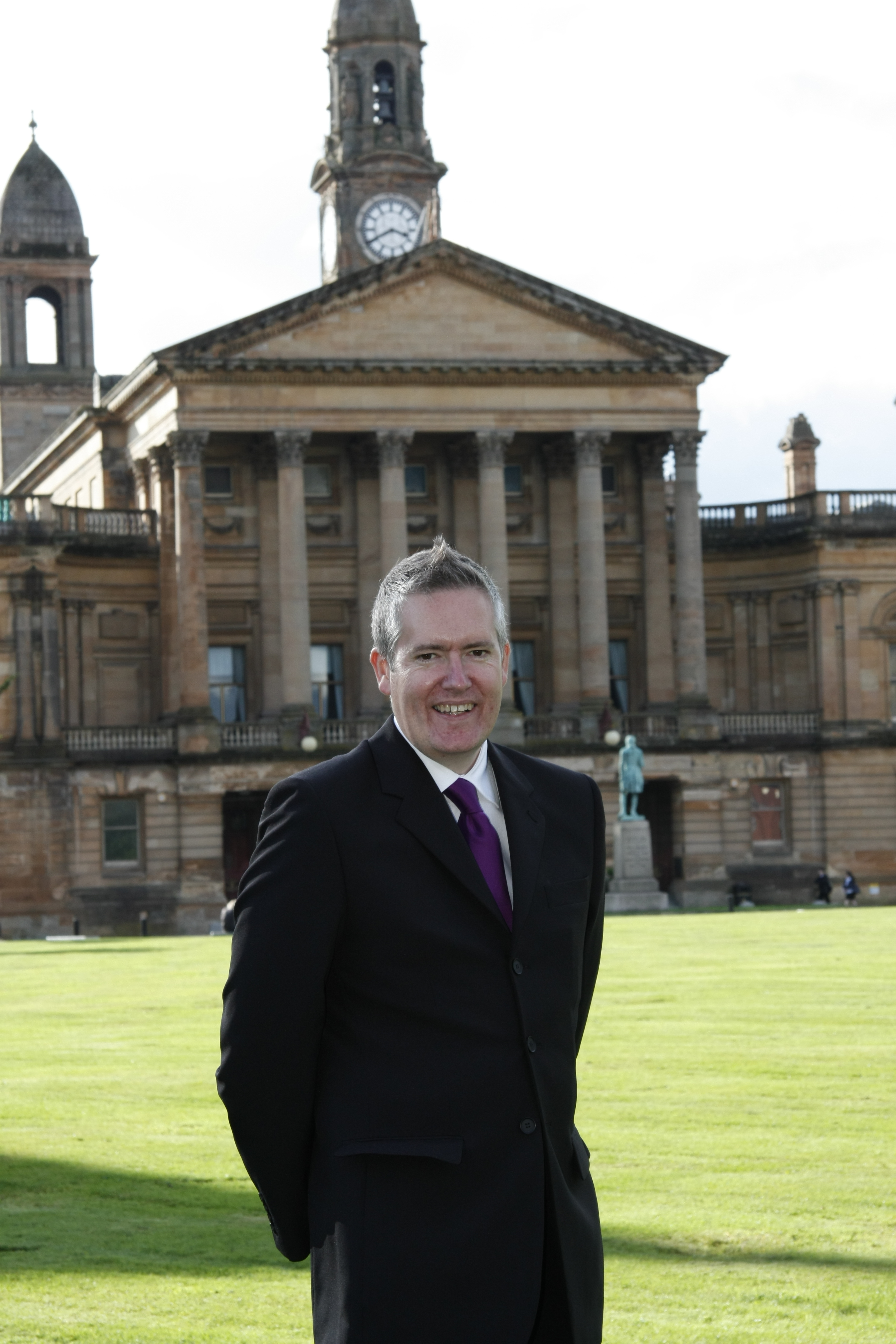
George Adam vor dem Rathaus von Paisley

George Adam (* 8. Juni 1969 in Paisley) ist ein schottischer Politiker und Mitglied der Scottish National Party (SNP).

## Leben
Adam verbrachte sein gesamtes Leben in Paisley. Vor seiner Wahl in das Schottische Parlament war er als Verkaufsleiter bei verschiedenen Automobilkonzernen tätig. Er lebt zusammen mit seiner Ehefrau in Paisley.

## Politischer Werdegang
2007 trat Adam erstmals auf politischer Ebene in Erscheinung, als er für einen Bezirk des Distrikts Paisley South in den Regionalrat von Renfrewshire gewählt wurde. Bei den Parlamentswahlen 2011 trat Adam erstmals zu Wahlen auf nationaler Ebene an. In seinem Wahlkreis Paisley gewann er das Direktmandat vor dem Bewerber der Labour Party und zog damit erstmals in das Schottische Parlament ein.